# Dhap
Dhap (en népalais : धाप) est un comité de développement villageois du Népal situé dans le district de Darchula. Au recensement de 2011, il comptait 4 906 habitants.